# Perth Challenger 1982
Il Perth Challenger 1982 è stato un torneo di tennis facente parte della categoria ATP Challenger Series nell'ambito dell'ATP Challenger Series 1982. Il torneo si è giocato a Perth in Australia dall'11 al 17 gennaio 1982 su campi in erba.

## Vincitori

### Singolare
Eddie Edwards ha battuto in finale  Craig A. Miller con il punteggio di 6–3, 6–2

### Doppio
Syd Ball /  John Fitzgerald hanno battuto in finale  Brett Edwards /  Cliff Letcher con il punteggio di 6–3, 6–3